# Wagner Neto
Wagner Camargo Neto (Itapuranga, 19 de abril de 1991) é um político brasileiro, filiado ao Solidariedade. Atualmente, é o deputado estadual mais jovem de Goiás.